# 3916 Maeva
3916 Maeva eller 1981 QA3 är en asteroid i huvudbältet som upptäcktes den 24 augusti 1981 av den belgiske astronomen Henri Debehogne vid La Silla-observatoriet. Den är uppkallad efter Maeva d'Alloy d'Hocquincourt Vitry.
Asteroiden har en diameter på ungefär 19 kilometer.